# キノトール
キノ トール（1922年5月30日 - 1999年11月29日）は、日本の劇作家、脚本家、演出家。本名は木下 徹（きのした とおる)。東京都出身。テアトル・エコー顧問。妻は、産婦人科医、性医学評論家であるドクトル・チエコ（本名:木下 和子）。 

## 経歴
日本大学芸術学部卒業。第二次世界大戦中、予備学生として学徒出陣、海軍航空隊中尉で終戦を迎える。戦後、「独立劇場」設立。「東京青年劇場」を経てテアトル・エコーに入団。脚本家、演出家として劇団活動の基礎を築いた。その間、三木鶏郎に誘われ、『日曜娯楽版』で一躍人気作家になる。『11PM』、『巨泉×前武ゲバゲバ90分!』、『光子の窓』、『フランキー講談』等々、テレビ、ラジオで活動した。
1999年11月29日死去。77歳没。

## 主な作品

### 戯曲
- ドライアイスの海
- 男の中の男
- スパイの技術
- ミラノを見て死ね
- 真夏の夜の夢
- 平家物語
- イヴとアダム
- 青年がみな死ぬ時
- われら今夜の悪夢
- 法界坊悪行極楽
- ゴーイングゴーイング
- 殺人の技術・男の中の男
- 恋愛の技術

### 演出
- レースの鎧
- ボーイングボーイング
- うるわしのバカ娘
- マリリンモンロー
- 中年よ大志を抱け
- 怪盗ママ
- お国のためだ目をつぶれ
- 整形手術
- バレるぞ急げ
- 腕ずく
- 歌うならラブソング
- ズボンが…ない!
- 正しい殺し方教えます
- 情事だジョージ非常時だ?!